# Denice
Denice (piemontesisch Dens) ist eine italienische Gemeinde in der Provinz Alessandria (AL), Region Piemont.

## Lage und Einwohner
Die Gemeinde Denice liegt knapp 60 km südwestlich von der Provinzhauptstadt Alessandria entfernt, oberhalb vom Tal der Bormida di Spigno, dem östlichen Quellfluss der Bormida. Das Gemeindegebiet umfasst eine Fläche von 7 km², verteilt auf die Ortsteile (Fraktionen) Bonini, Buri, Chiazze, Cribattola, Formiera, Gorghi, Marza, Piano Superiore, Poggio, Ratè und Valbella. Zusammen und hat die Gemeinde 165 (Stand 31. Dezember 2023) Einwohner. Denice verfügt über einen Bahnhof an der Bahnstrecke Alessandria-San Giuseppe di Cairo. Diesen teilt sie sich mit ihrer Nachbargemeinde Montechiaro d'Acqui.
Die Nachbargemeinden sind Mombaldone (AT), Monastero Bormida (AT), Montechiaro d’Acqui (AT), Ponti und Roccaverano (AT).

### Bevölkerungsentwicklung
Die Gemeinde Denice hatte die letzten 100 Jahr einen Bevölkerungsrückgang von fast 75 % zu verkraften.

## Geschichte
Der Ursprung des Ortsnamens reicht bis ins Mittelalter zurück. Die in dieser Zeit bezeugten Formen schwanken zwischen denen im Ablativ Singular von Denece und Denice und anderen Pluralformen, einschließlich Denicis. Ursprünglich gehörte es dem Acqui-Komitee und wurde im 11. Jahrhundert Teil des Besitzes der Abtei San Quintino di Spigno Monferrato. Die nachfolgenden Herren, die es unter ihre Herrschaft brachten, die Markgrafen von Carretto di Savona, belehnten es im Jahr 1209 an die Gemeinde Acqui, deren Bischöfe die Investitur des Zehnten dem Markgrafen Bonifacio von Ponzone übertrugen.
Bald gelangte es, wie viele andere Städte in der Gegend, in den Besitz der Markgrafen von Monferrato, in dessen Besitz es bis zum 18. Jahrhundert blieb, als die Savoyer Herren wurden. Sie überließen es als Lehen den Casoretti di Belvedere.
Im Jahr 1929, in der Zeit des Faschismus, wurde die Gemeinde aufgelöst und ihr Gebiet zur Gemeinde Montechiaro d'Acqui eingegliedert. Seit 1946 ist sie wieder eine selbstständige Gemeinde.

## Sehenswürdigkeiten
- Ein 29 m hoher quadratischer Turm aus dem Mittelalter, der durch eine Zinne gekennzeichnet ist, die sicherlich in einer späteren Zeit errichtet wurde. Höchstwahrscheinlich war es Teil einer völlig zerstörten Burg, die den Markgrafen von Carretto gehörte.[3]
- Die Pfarrkirche San Lorenzo.
- Die Kirche San Sebastiano.
- Die Grabstelen römischen Ursprungs, die an den Portalen der elegantesten Häuser angebracht sind.
- Im Dorf sind als Freiluftmuseum viele Kunstwerke an den Gebäuden zu besichtigen.[4]

## Weinbau
In Denice werden Reben für den Dolcetto d’Acqui, einen Rotwein mit DOC-Status angebaut. Die Beeren der Rebsorten Spätburgunder und/oder Chardonnay dürfen zum Schaumwein Alta Langa verarbeitet werden.